# Drimys dipetala
Drimys dipetala är en tvåhjärtbladig växtart som beskrevs av Ferdinand von Mueller. Drimys dipetala ingår i släktet Drimys och familjen Winteraceae. Inga underarter finns listade.